# Лауенферде
Лауенферде (њем. Lauenförde) општина је у њемачкој савезној држави Доња Саксонија. Једно је од 32 општинска средишта округа Холцминден. Према процјени из 2010. у општини је живјело 2.529 становника. Посједује регионалну шифру (AGS) 3255026.

## Географски и демографски подаци
Лауенферде се налази у савезној држави Доња Саксонија у округу Холцминден. Општина се налази на надморској висини од 105 метара. Површина општине износи 17,2 km². У самом мјесту је, према процјени из 2010. године, живјело 2.529 становника. Просјечна густина становништва износи 147 становника/km².